# Lise Delamare
Lise Delamare (* 9. April 1913 in Colombes; † 25. Juli 2006 in Paris) war eine französische Schauspielerin.
Lise Delamare war ab 1934 Mitglied der Comédie-Française, im selben Jahr wurde sie als Marie-Antoinette in Jean Renoirs Die Marseillaise (La Marseillaise) legendär. Dem Ruhm mit diesem Klassiker folgt die Festlegung auf historische Figuren, so die Anna von Österreich in Le chateau perdu und die Maria von Medici in André Hunebelles Mein Schwert für den König.

## Filmografie (Auswahl)
- 1935: Spiel in Monte Carlo (Pension Mimosas)
- 1937: Gebrandmarkt (Forfaiture)
- 1938: Die Marseillaise (La Marseillaise)
- 1942: Symphonie der Liebe (La symphonie fantastique)
- 1942: Der Graf von Monte Christo (Le Comte de Monte Christo)
- 1942: Die falsche Geliebte (La fausse maitresse)
- 1943: Walzer in Weiß (La valse blanche)
- 1946: Abenteuer am Königshof (Le Capitan)
- 1946: Die Gräfin von Lunegarde (Lunegarde)
- 1947: Monsieur Vincent
- 1955: Das große Manöver (Les grandes manœuvres)
- 1955: Lola Montez
- 1957: Natali (Nathalie)
- 1957: Dem Sumpf entronnen (Escapade)
- 1960: Mein Schwert für den König (Le capitan)
- 1960: Der Boß kennt kein Erbarmen (L'ennemi dans l'ombre)
- 1961: Teufel um Mitternacht (Les démons de minuit)
- 1961: Das Bett des Königs (Vive Henri IV… vive l'amour!)
- 1969: Adel schützt vor Torheit nicht (Clérambard)
- 1973: Mach’s gut, Nicolas (Salut, l’artiste)
- 1974: La voleuse de Londres (Fernsehfilm)
- 1980: La folle de Chaillot (Fernsehfilm)
- 1981: Adieu ma chérie (Fernsehfilm)
- 1983: Le tartuffe (Fernsehfilm)
- 1989: Bell mir das Lied vom Tod (Baxter)